# Giacomo Di Segni
Giacomo Di Segni (ur. 30 listopada 1919 w Rzymie, zm. 7 marca 1986 tamże) – włoski bokser, dwukrotny mistrz Europy, dwukrotny olimpijczyk.
Odpadł w ćwierćfinale wagi półciężkiej (do 80 kg) na igrzyskach olimpijskich w 1948 w Londynie po przegranej z późniejszym srebrnym medalistą Donaldem Scottem z Wielkiej Brytanii. Zwyciężył w tej kategorii wagowej na mistrzostwach Europy w 1949 w Oslo, wygrywając w finale z Otakarem Rademacherem z Czechosłowacji.
Ponownie zdobył złoty medal, tym razem w wadze ciężkiej (ponad 81 kg) na mistrzostwach Europy w 1951 w Mediolanie, po zwycięstwie w finale nad reprezentantem RFN Edgarem Gorgasem. Zwyciężył w wadze ciężkiej na igrzyskach śródziemnomorskich w 1951 w Aleksandrii. Na igrzyskach olimpijskich w 1952 w Helsinkach odpadł w ćwierćfinale wagi ciężkiej po porażce z późniejszym mistrzem Edem Sandersem.
Nie przeszedł na zawodowstwo.